# Vincent Vallières
Pour les articles homonymes, voir Vallières.
Vincent Vallières (né le 8 août 1978 à Sherbrooke) est un auteur-compositeur-interprète québécois.

## Biographie
Vincent Vallières a commencé sa carrière en 1996. Son premier album, Trente arpents, est sorti en 1999; a suivi Bordel Ambiant en 2001. Vincent Vallières est devenu populaire en 2003 avec son troisième album, Chacun dans son espace.
Au printemps 2017, trois ans après la parution de Fabriquer l’aube, album certifié or, Vincent Vallières lance son septième album : Le temps des vivants. Cet album est celui du deuxième souffle, dira-t-il. Il marque le début d’un chapitre neuf, né d’un désir d’explorer certaines sonorités et avenues moins arpentées, tout en y conservant l’authenticité de la force d’évocation du chanteur.
Avec 21 nominations en carrière au Gala de l’ADISQ et trois prix Félix, dont celui d’Interprète masculin, Vincent Vallières est assurément un incontournable du paysage musical québécois. L’album Le monde tourne fort, sur lequel figure le désormais classique On va s’aimer encore, s’est écoulé à plus de 120 000 exemplaires.
Né le 8 août 1978 à Sherbrooke, Vincent Vallières compose son propre matériel depuis l’âge de 15 ans. Tout a pris naissance pour lui au Séminaire de Sherbrooke, son ancienne école secondaire. En 1996, il accède à la finale de Cégeps en spectacle (2e place) et enregistre par la suite l’album démo Le vent du nord. De 1999 à 2013, les albums Trente arpents, Bordel ambiant, Chacun dans son espace, Le repère tranquille, Le monde tourne fort et Fabriquer l’aube sont lancés. Vallières a maintenant une solide expérience et compte parmi les artistes marquants de la chanson québécoise.
Le 25 octobre 2023, Vincent Valllières publie ses récits de voyages à travers le Québec dans son premier livre intitulé Du bitume et du vent,,.
Le 22 mars 2025 marquera la sortie du film musical québécois Vallières : Au travers de la route.

## Prix et distinctions
- 2005 : Prix Félix-Leclerc de la chanson (Québec)
- 2007 : Prix Gilles-Vigneault
- 2007 : Médaille de l'Assemblée nationale[6]
- 2008 : Prix Guy Bel du Festival Pully Lavaux à l'heure du Québec (Suisse)[7]
- 2011 : Prix Félix – Chanson populaire de l'année (On va s'aimer encore)
- 2012 : Prix Félix – Interprète masculin de l’année
- 2021 : Prix Félix — Album folk de l'année (Toute beauté n'est pas perdue)[8]

## Divers
- Vincent Vallières a écrit le texte de la Dictée des Amériques 2007. Il est le plus jeune auteur de cette dictée depuis sa création en 1994.
- Il a été le porte-parole de la 28e édition de Cégeps en spectacle (2006–2007).
- La sortie de l'album Vallières : Au travers de la route /  est prévue en mai 2025[2].